# 林基駅
林基駅（イムギえき）は、慶尚北道奉化郡にある、韓国鉄道公社の駅である。

## 駅構造
- 島式ホーム1面2線の地上駅。

## 歴史
- 1956年1月1日 - 開業[1]。

## 隣の駅
韓国鉄道公社
嶺東線
春陽駅 - (鹿洞駅) - 林基駅- 県洞駅